# Drumahoe
Drumahoe est un village et un townland du comté de Londonderry en Irlande du Nord. 